# Finale della Coppa Libertadores 2014
La finale della 55ª edizione della Coppa Libertadores mise di fronte i paraguaiani del Nacional agli argentini del San Lorenzo, per mezzo di una sfida risolta in andata e ritorno.
Ambedue le squadre accedettero alla finale del torneo per la prima volta nella loro storia. Il San Lorenzo uscì vincitore dal confronto, laureandosi Campione del Sudamerica grazie ad un 2-1 totale.
Los cuervos si qualificarono, di conseguenza, al Mondiale per club del 2014, dove arriveranno in finale, e alla Recopa Sudamericana 2015, che perderanno.
Per la seconda volta consecutiva una squadra proveniente dal Paraguay giocò la finale di questo trofeo; infatti, nella precedente edizione era toccato all'Olimpia rappresentare lo Stato.

## Le squadre
| Squadre     | Partecipazioni precedenti (il grassetto indica la vittoria) |
| ----------- | ----------------------------------------------------------- |
| Nacional    | Nessuna                                                     |
| San Lorenzo | Nessuna                                                     |

## Sede
L'andata, da dettami della CONMEBOL, si disputò non all'Estadio Arsenio Erico, campo di casa del Nacional ma troppo piccolo per ospitare un evento di tale caratura, bensì allo stadio Defensores del Chaco di Asunción, solitamente teatro degli incontri della Nazionale, decisamente più grande. Il ritorno, invece, venne giocato all'Estadio Pedro Bidegain di Buenos Aires, comunemente detto Nuevo Gasómetro, capace di circa 48 000 posti.

## Il cammino verso la finale

### Nacional

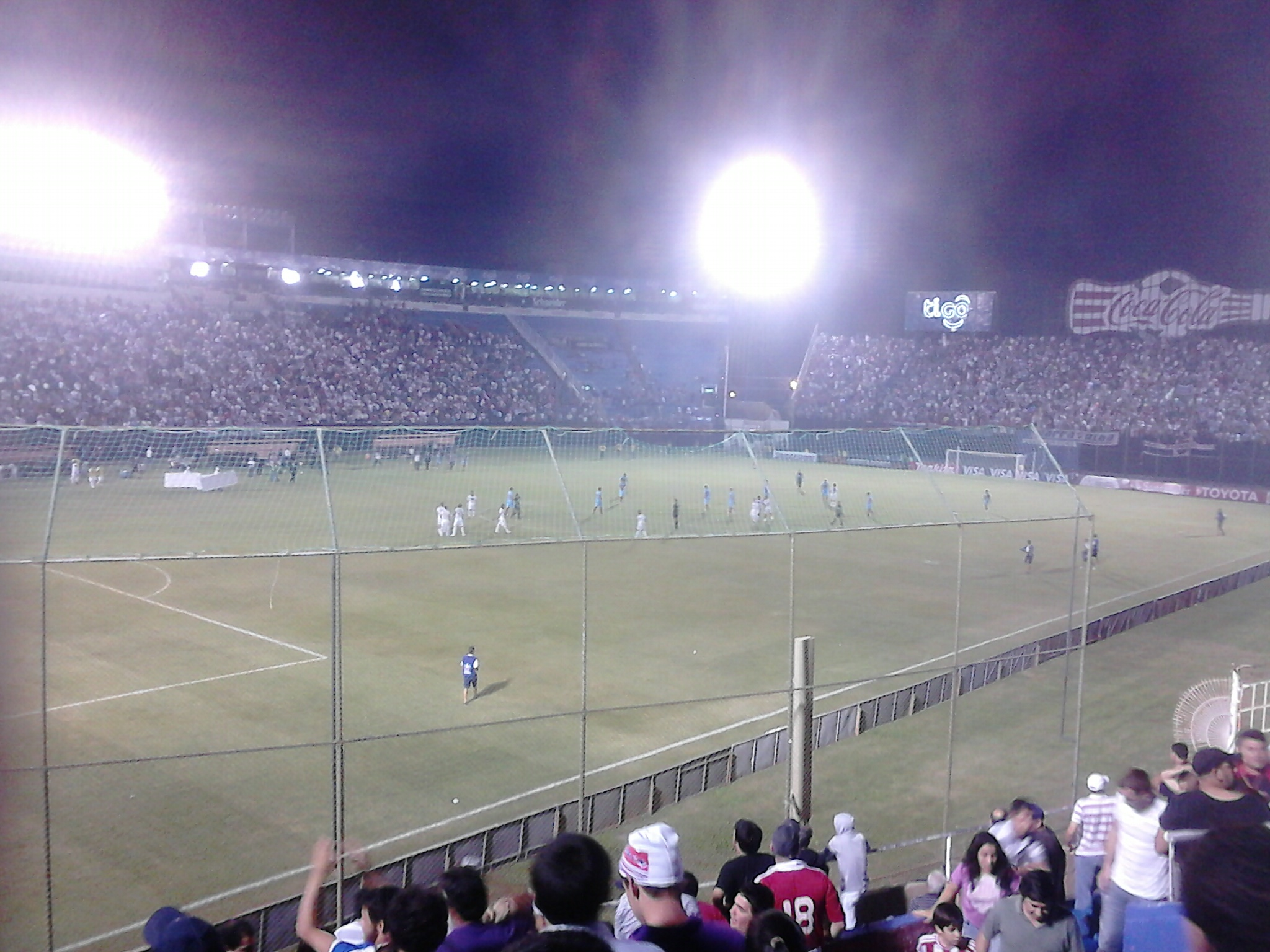
Una fase di gioco di Nacional- vista dalle tribune del Defensores del Chaco.

La vittoria dell'Apertura della División Profesional del 2013 consentì al Nacional di partecipare, dopo due anni di assenza e a partire dalla fase a gruppi, alla Coppa Libertadores, in compagnia del Cerro Porteño e del Guaraní. Il girone dei paraguaiani, il numero 4, era composto dai venezuelani dello Zamora FC, vincitori del Campionato del proprio Paese, i colombiani del Santa Fe e i campioni in carica brasiliani dell'Atlético Mineiro, capitanati da Ronaldinho ma privi della stella Neymar, ceduto al Barcellona nel mercato estivo. L'esordio, avvenuto in trasferta a Bogotà contro i biancorossi, vide i paraguaiani venire sconfitti da un passivo di 3-1, risanato in parte, alla giornata seguente, dal successo casalingo per 1-0 contro i venezuelani, i quali però ebbero la meglio sulla compagine di mister Morínigo, per 2-0, al ritorno, coincidente con la penultima giornata. Alquanto positivi, invece, risultarono essere i due incontri contro l'Atlético Mineiro, fermato sia all'andata (2-2 in Paraguay con gol del pareggio all'87' da parte dei padroni di casa) che al ritorno (1-1 in Brasile) da un pareggio. In seguito alla già citata sconfitta contro lo Zamora, il Nacional divenne non più padrone del proprio destino, in quanto una vittoria all'ultima contro il Santa Fe non sarebbe bastata a passare il turno se non in concomitanza di una sconfitta dei bianconeri di Barinas, di scena contro il già qualificato Atlético. Effettivamente, il Nacional uscì vittorioso dalla sua partita, per 3-2, e per merito della sconfitta dei diretti rivali (1-0) avanzò agli ottavi da secondo.
L'avversario degli ottavi si rivelò essere il Vélez Sarsfield di Liniers, sobborgo di Buenos Aires, vincitore della Primera División 2012-2013 e risultato primo nel proprio girone (il numero 1). Al Defensores del Chaco l'andata terminò 1-0 per il Nacional, grazie ad una rete a quattro minuti dal gong del numero 7 Julián Benítez; la partita di ritorno, al contrario, fu concentrata negli ultimi 15 minuti, i quali furono un susseguirsi di colpi di scena: nella splendida cornice offerta dalla bolgia dello stadio José Amalfitani, al 75' il giocatore dei locali Jorge Correa spedì in rete il pallone del vantaggio, che tenuto conto del risultato della prima sfida portò il punteggio in parità. Appena tre minuti più tardi, però, una distrazione della difesa dei biancoblù concesse ad un attaccante del Nacional l'1 contro 1 con il portiere. L'unica maniera che Lucas Romero trovò per impedire il gol fu stendere il calciatore avversario, provocando il rigore e la propria espulsione. Silvio Torales realizzò con glaciale freddezza l'1-1, il quale (con la regola del gol in trasferta ancora in vigore) sapeva di pietra tombale. Eppure, la difesa dei paraguaiani dovette fare i conti con un tutt'altro che arrendevole Correa, la sua doppietta siglata all'85' ridiede un senso agli ultimi 5 minuti di gioco. Il Vélez rimase addirittura in 9, dato il cartellino rosso sventolato ad Héctor Canteros pochi attimi dopo, e approfittando della disperata e sempre più aggressiva ricerca del 3-1 degli argentini Derlis Orué segnò, al 94', il 2-2, che consentì alla sua squadra di passare il turno. Un'altra squadra proveniente dai limitrofi della Capitale argentina si pose davanti al Nacional per giocarsi un posto in semifinale: l'Arsenal Sarandí campione in carica della Coppa Nazionale, allenato da Martín Palermo. Fu sufficiente una vittoria di misura in Paraguay all'andata, per poi difendere il vantaggio al ritorno e portare a casa un preziosissimo 0-0 dall'assedio dell'Estadio Julio Humberto Grondona e volare alla final 4. In semifinale, il Nacional venne sorteggiato con gli uruguaiani del Defensor Sporting, outsider del torneo capaci di vincere il proprio girone di qualificazione ed eliminare ai quarti i ben più quotati colombiani dell'Atlético Nacional. Il primo round, disputatosi in casa del Tricolor, vide prevalere con il risultato di 2-0 i padroni di casa, che spinti dal tifo di 25 000 tifosi sconfissero i viola di Montevideo con reti di Brian Montenegro e Orué. Lungi dal darsi per vinto, però, una settimana dopo, nell'inferno dello Stadio del Centenario, il Defensor mise a ferro e fuoco la retroguardia paraguaiana, trafitta al 55' dal gol di Adrián Luna il quale però non diede il via alla sperata rimonta, il match difatti si chiuse 1-0 e il Nacional, seppur con il brivido, approdò alla prima finale di Coppa Libertadores della sua storia.

### San Lorenzo
Il San Lorenzo, grazie al trionfo nel Torneo Inicial 2013, divenne una delle 5 squadre argentine a prendere parte alla Coppa Libertadores 2014, venendo inserito nel 2º girone con i cileni dell'Unión Española, i brasiliani del Botafogo e gli ecuadoriani dell'Independiente del Valle. Il debutto si consumò al Maracanã (stadio che, a distanza di 5 mesi, sarebbe stato il palcoscenico della finale del Mondiale) contro i bianconeri di Rio de Janeiro, che sovrastarono i rossoblù con una rete per tempo e vinsero 2-0. Il girone del San Lorenzo fu molto equilibrato, tanto che alla fine tra il primo e l'ultimo posto la distanza si attestò su appena 2 punti. I due match contro l'Independiente terminarono, rispettivamente alla seconda e alla quinta giornata, sull'1-0 per gli argentini (rete di Correa) e su un dolorosissimo 1-1, che i neroblu acciuffarono per i capelli grazie ad un rigore a tempo scaduto. Nel mezzo le due partite contro la squadra che poi vincerà il raggruppamento, ossia l'Unión Española, le quali erano finite 1-1 all'andata a Buenos Aires (pareggio dei cileni nei minuti finali) e 1-0 per i padroni di casa al ritorno con gli ospiti in 10. All'ultima giornata la situazione di classifica era più che mai in bilico. In calendario c'erano Independiente-Unión Española e San Lorenzo-Botafogo, con i rossoblù che si sarebbero potuti qualificare solo in caso di vittoria, poiché in virtù degli scontri diretti a favore in caso di parità di punti sarebbe passato il San Lorenzo nei confronti dell'Independiente del Valle. Davanti ai 47 000 del Nuevo Gasómetro, prima Héctor Villalba e poi la doppietta di Ignacio Piatti consegnarono uno schiacciante 3-0 agli uomini di Bauza, eliminando di fatto il Botafogo e garantendo il passaggio del turno alla squadra di Boedo, rendendo di fatto inutile lo spettacolare successo per 5-4 degli ecuadoriani in Cile. 
Le urne decretarono, agli ottavi, l'accoppiamento del San Lorenzo con il Grêmio, con andata da disputare al Gasómetro. L'ennesima rete, al 52', di Correa, ancora in Argentina ma già promesso sposo dell'Atlético Madrid, diede lo slancio ai suoi in vista del ritorno, che però vide prevalere, con lo stesso risultato, i brasiliani. La partita si risolse dunque ai tiri di rigore, dove grazie ad un 4-2 gli ospiti si portarono a casa la qualificazione. Un'altra squadra verdeoro, il Cruzeiro di Belo Horizonte, si presentò davanti ai porteños ai quarti. Dopo l'1-0 dell'andata firmato da Santiago Gentiletti, bastò un pareggio per 1-1 al ritorno per staccare il pass per le semifinali, dove il San Lorenzo trovò il Bolívar di La Paz. Il passaggio alla finale da parte degli argentini fu facilmente ipotecato già al primo turno, grazie al pesante 5-0 maturato in casa, rendendo di fatto indolore l'1-0 patito al ritorno. Singolare fu però un determinato episodio appartenente a quest'ultima sfida: lo stadio Hernando Siles, impianto sportivo da 40 000 posti della capitale boliviana dove si tenne l'incontro, è situato ad un'altitudine di circa 3600 metri s.l.m., fattore che rende difficile lo svolgimento dei match poiché, se non abituati, i polmoni dei giocatori spesso "fanno i conti" con la rarefatta aria del luogo, inconveniente capitato anche alla Nazionale di calcio dell'Argentina nel 2009. Quindi, per combattere l'ipertensione polmonare il medico sociale del San Lorenzo, Marina Lestelle, propose l'utilizzo del Viagra, noto farmaco contro la disfunzione erettile, che in questo caso avrebbe dovuto facilitare l'ossigenazione del sangue e concedere una maggiore tenuta ai calciatori ospiti. Successivamente, il San Lorenzo negò di aver fatto ricorso alla "pillola blu".

### Tabella riassuntiva del percorso
Nota: in ogni risultato della tabella sottostante, il risultato della squadra di casa è menzionato per primo (C: Casa; T: Trasferta).
| Squadra          | Pt | G |
| ---------------- | -- | - |
| Atlético Mineiro | 12 | 6 |
| Nacional         | 8  | 6 |
| Zamora FC        | 7  | 6 |
| Santa Fe         | 5  | 6 |

| Squadra                 | Pt | G |
| ----------------------- | -- | - |
| Unión Española          | 9  | 6 |
| San Lorenzo             | 8  | 6 |
| Independiente del Valle | 8  | 6 |
| Botafogo                | 7  | 6 |

## La finale

### Tabellini

#### Andata
| Arbitro: | Wilmar Roldán |

|                  |           |           |
| Santa Cruz 90+2’ | Marcatori | 64’ Matos |

| Nacional | San Lorenzo |

|                  |    |                            |  |
|                  |    |                            |  |
| P                | 1  | Ignacio Don                |  |
| D                | 4  | Davíd Mendoza              |  |
| D                | 3  | José Leonardo Cáceres      |  |
| D                | 15 | Raúl Piris                 |  |
| D                | 12 | Ramón Coronel 71’          |  |
| C                | 14 | Marcos Melgarejo           |  |
| C                | 18 | Derlis Orué 71’            |  |
| C                | 6  | Silvio Torales             |  |
| C                | 8  | Argüello Arias             |  |
| A                | 16 | Fredy Bareiro              |  |
| A                | 7  | Julián Benítez 63’         |  |
| Sostituzioni:    |    |                            |  |
| P                | 25 | Óscar Agüero               |  |
| D                | 5  | Marcos Miers               |  |
| D                | 23 | Fabián Balbuena            |  |
| C                | 10 | Hugo Lusardi 71’           |  |
| C                | 13 | Hugo Cabrera               |  |
| A                | 29 | Julio Santa Cruz 71’ 90+2’ |  |
| A                | 19 | Cecilio Domínguez 63’      |  |
| Allenatore:      |    |                            |  |
| Gustavo Morínigo |    |                            |  |

| P             | 12 | Sebastián Torrico      |
| D             | 21 | Emanuel Más            |
| D             | 6  | Santiago Gentiletti    |
| D             | 29 | Fabricio Fontanini     |
| D             | 7  | Julio Buffarini        |
| C             | 28 | Ignacio Piatti         |
| C             | 20 | Néstor Ortigoza 85’    |
| C             | 5  | Juan Mercier           |
| C             | 15 | Héctor Villalba 71’    |
| C             | 10 | Leandro Romagnoli 76’  |
| A             | 26 | Mauro Matos 64’        |
| Sostituzioni: |    |                        |
| P             | 1  | Cristian Darío Álvarez |
| D             | 14 | Walter Kannemann       |
| D             | 4  | Gonzalo Prósperi       |
| C             | 11 | Pablo Barrientos 76’   |
| C             | 8  | Enzo Kalinski 85’      |
| A             | 9  | Martín Cauteruccio     |
| A             | 16 | Gonzalo Verón 71’      |
| Allenatore:   |    |                        |
| Edgardo Bauza |    |                        |

#### Ritorno
| Arbitro: | Sandro Ricci |

|                     |           |  |
| Ortigoza 35’ (rig.) | Marcatori |  |

| San Lorenzo | Nacional |

|               |    |                            |  |
|               |    |                            |  |
| P             | 12 | Sebastián Torrico          |  |
| D             | 7  | Julio Buffarini            |  |
| D             | 2  | Mauro Cetto                |  |
| D             | 6  | Santiago Gentiletti        |  |
| D             | 21 | Emanuel Más                |  |
| C             | 15 | Héctor Villalba 81’        |  |
| C             | 20 | Néstor Ortigoza 35’ (rig.) |  |
| C             | 5  | Juan Mercier 30’           |  |
| C             | 10 | Leandro Romagnoli 87’      |  |
| A             | 9  | Martín Cauteruccio 65’     |  |
| A             | 26 | Mauro Matos                |  |
| Sostituzioni: |    |                            |  |
| P             | 1  | Cristian Darío Álvarez     |  |
| D             | 29 | Fabricio Fontanini         |  |
| D             | 14 | Walter Kannemann 87’       |  |
| C             | 8  | Enzo Kalinski 81’          |  |
| C             | 11 | Pablo Barrientos           |  |
| A             | 22 | Nicolás Blandi             |  |
| A             | 16 | Gonzalo Verón 65’          |  |
| Allenatore:   |    |                            |  |
| Edgardo Bauza |    |                            |  |

| P                | 1  | Ignacio Don           |
| D                | 12 | Ramón Coronel 35’     |
| D                | 15 | Raúl Piris            |
| D                | 3  | José Leonardo Cáceres |
| D                | 4  | Davíd Mendoza 90+2’   |
| C                | 14 | Marcos Melgarejo 86’  |
| C                | 28 | Marcos Riveros        |
| C                | 6  | Silvio Torales        |
| C                | 18 | Derlis Orué 56’       |
| A                | 7  | Julián Benítez 69’    |
| A                | 16 | Fredy Bareiro         |
| Sostituzioni:    |    |                       |
| P                | 25 | Óscar Agüero          |
| D                | 23 | Fabián Balbuena       |
| C                | 8  | Argüello Arias        |
| C                | 10 | Hugo Lusardi 86’      |
| A                | 19 | Cecilio Domínguez     |
| A                | 29 | Julio Santa Cruz      |
| A                | 26 | Brian Montenegro 56’  |
| Allenatore:      |    |                       |
| Gustavo Morínigo |    |                       |